# Красное и чёрное

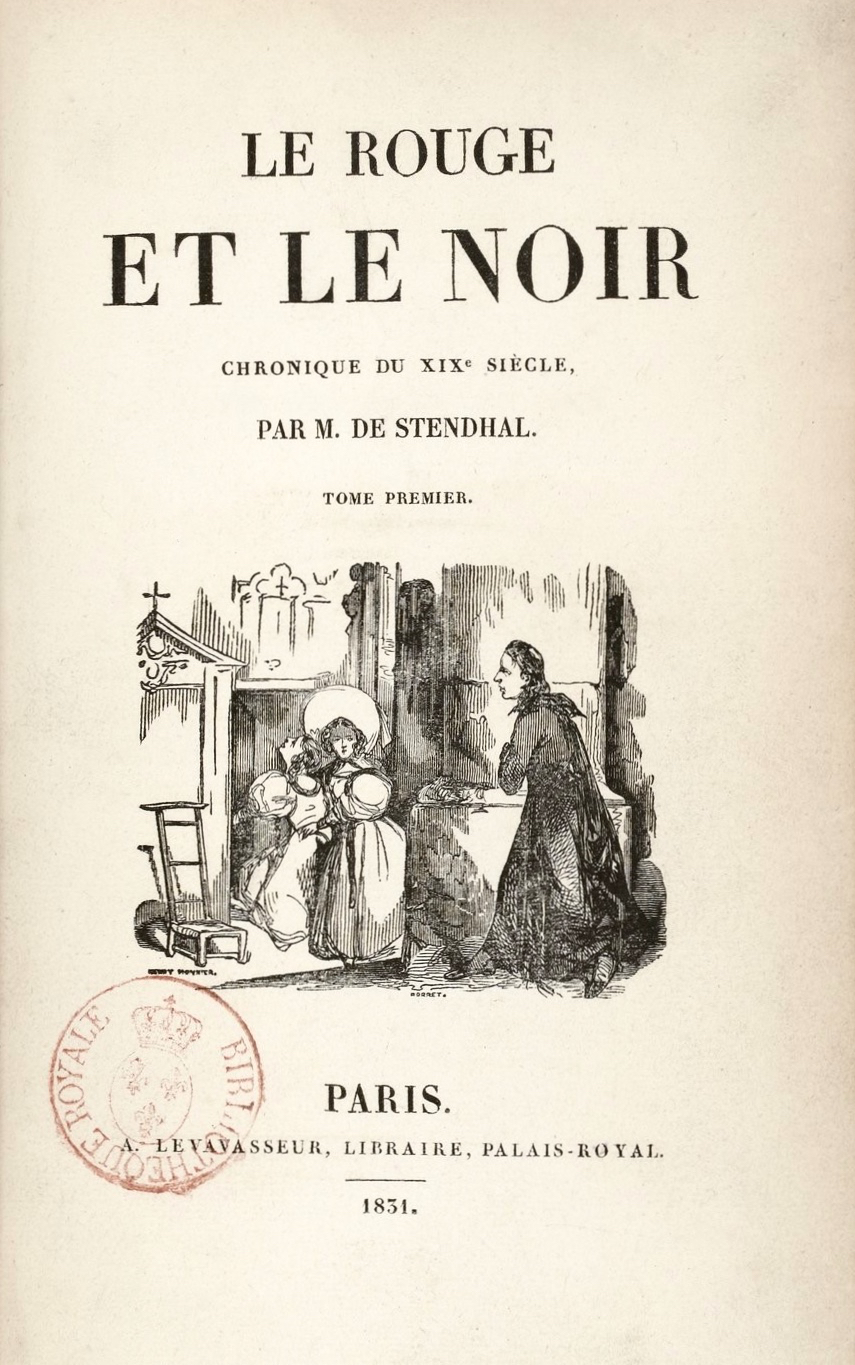
Первый том французского издания 1831 года

«Красное и чёрное» (фр. Le Rouge et le Noir) (подзаголовок: Хроника XIX века (фр. Chronique du XIXe siècle) — роман французского писателя Стендаля (1783-1842), опубликованный в 1830 году. Действие произведения происходит в 1820-е годы во Франции. Роман получил широкую известность в последней трети XIX века как ключевой образчик-предшественник психологического реализма — направления, которое к тому времени стало преобладающим в европейской литературе. В 1874 году журнал «Отечественные записки» опубликовал первый перевод книги на русский язык, подготовленный А. Н. Плещеевым.
Роман входит во Всемирную библиотеку (список наиболее значимых произведений мировой литературы Норвежского книжного клуба).

## Название
Название стендалевского романа вызвало множество споров и недоумений — оно было глубоко новаторским. Во втором и третьем десятилетиях XIX века романтики вводят в моду необычные, загадочные названия, однако, в отличие от стендалевского, они всегда объяснялись текстом, где в том или ином виде предлагалась их разгадка. В названии же стендалевского произведения содержится загадка.
Впоследствии было выдвинуто немало гипотез, почему автор выбрал для романа такое название, но однозначного мнения на этот счёт в литературоведении не сформировалось по сей день. Следующий роман Стендаля, оставшийся незаконченным, имел в рукописи сходное название — «Красное и белое».

###### Варианты толкований
1) Лотман Ю. М. трактовал оппозицию красное — чёрное как символ двух карьер Сореля — военной и духовной. Он усмотрел в названии цитату из Тристама Шенди (Стерн), в которой выражается близкая Стендалю мысль о том, что для современного человека, стоящего на распутье, кроме сутаны и мундира другого выбора нет. Вольперт Л. И. по этому поводу пишет: <…> такое толкование не представляется убедительным, поскольку Сорель мечтает о голубом мундире, красный же — цвет английской военной формы, и вряд ли французскому читателю подобная символика была понятна. Но, видимо, однозначного толкования названия, как всякого символа, в принципе быть не может. Эту позицию часто называют традиционной.

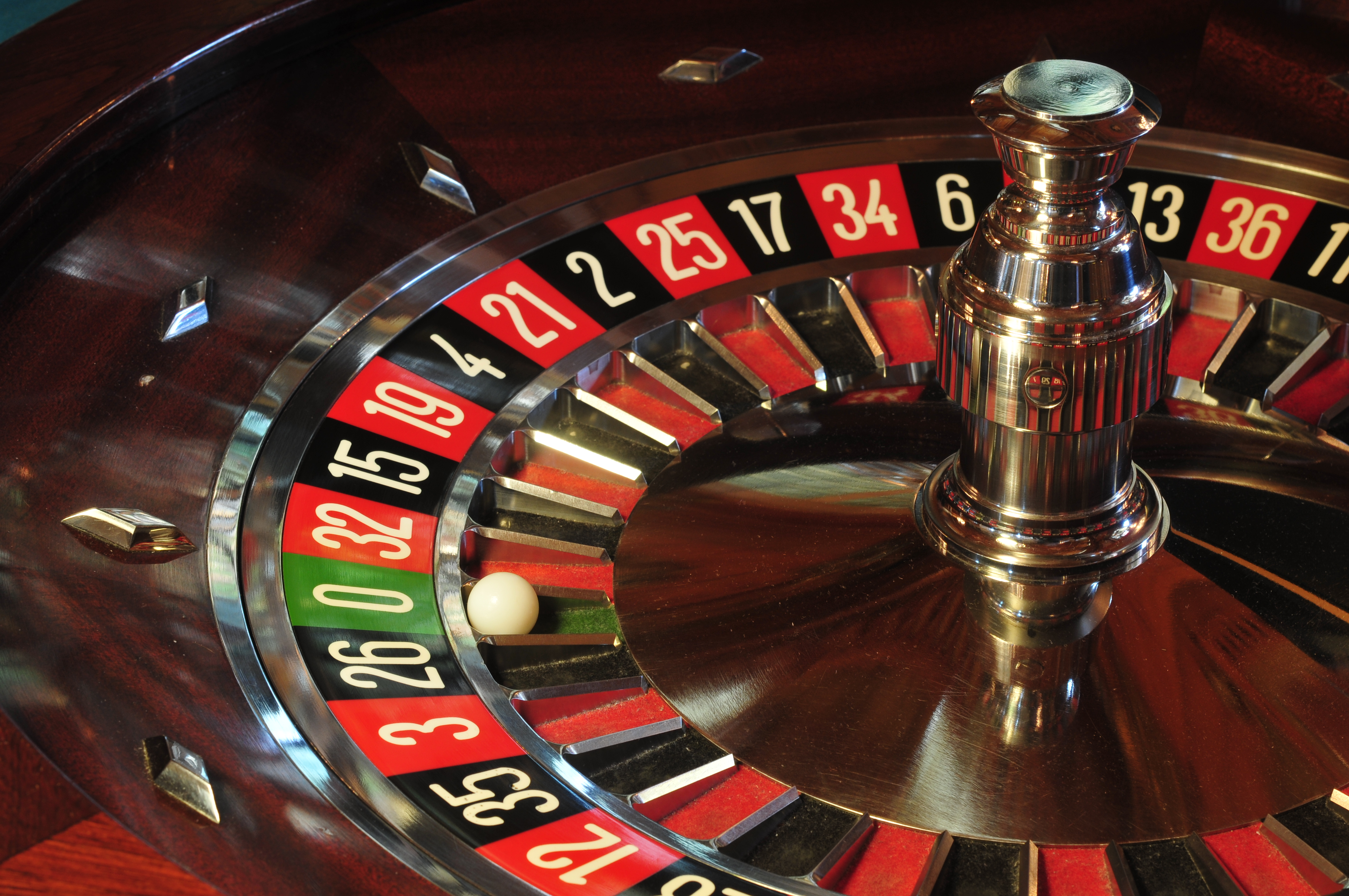
Игра в рулетку, выпадение шарика на «зеро»

2) Раскрыв несовпадение семантики цвета в разные эпохи (во время создания романа реакция не чёрная, а белая; революция не красная, а трёхцветная; мундир, о котором мечтает Жюльен Сорель, не красный, а голубой; одеяние священника, которое его влечёт, не чёрное, а лиловое), Б. Г. Реизов предложил свой вариант «дешифровки»: по его мнению, в названии Красное и черное нашла отражение символика двух узловых сцен, окрашенных в красные и чёрные тона: собираясь стать воспитателем детей де Реналя, Жюльен в церкви видит красные отсветы, напоминающие кровь, и обрывок газеты, где сообщается о казни человека по фамилии Жанрель — в финале же его красную кровь прольёт палач в чёрном одеянии.
3) Вольперт Л. И. предположил, что название связано с игрой в рулетку: красное — выигрыш, чёрное — проигрыш. По мнению Вольперт Л. И. игра постоянно присутствует в поведении героя, ибо ему почти всегда приходится надевать маску — лицемерить, играть роль, нередко на грани жизни и смерти. Исследователь также отмечает, что тема игры, маски станет постоянной в романном творчестве Стендаля.
Реизов Б. Г. не соглашается с такой точкой зрения, он пишет: <…> в романе нет никаких намеков на азартную игру. Ни на какое зеленое сукно Жюльен своей судьбы не бросает, а любовь в его жизни играет совсем другую роль. Жюльен Сорель — отнюдь не игрок; это волевой человек, сознательно идущий к намеченной цели. Он не хочет довериться случаю или «вдохновению минуты», а потому составляет в письменном виде планы своего поведения. В этом отношении он не похож на Матильду де Ла-Моль, которую прельщает стихия случайного. Общественный смысл романа — в детерминированности этой судьбы и в сознательном, определенном волей и талантом движении Жюльена от нижней ступеньки социальной лестницы к высшей. Теорию азартной игры в настоящее время можно считать почти оставленной.
4) По мнению ряда исследователей, оппозиция красное — чёрное символизирует то внутреннее противоречие, которое переживает герой, а также его конфликт с миром. Если красный цвет — это радость, победа, красота, то чёрный цвет олицетворяет скорбь, одиночество, несчастье.
5) Красное — революция (образ Дантона сопутствует Жюльену), чёрное — реакция (заговор де Лa-Моля).
6) Оппозиция красное — чёрное — это две героини, две разных любви: г-жа де Реналь (красное — жизнь; настоящая любовь — через три дня после казни Жюльена она умерла) и Матильда (чёрное — это любовь смерти; для неё главное — «сыграть» смерть: она организует похороны головы Жюльена).
Выделяют и другие версии.

## Герои

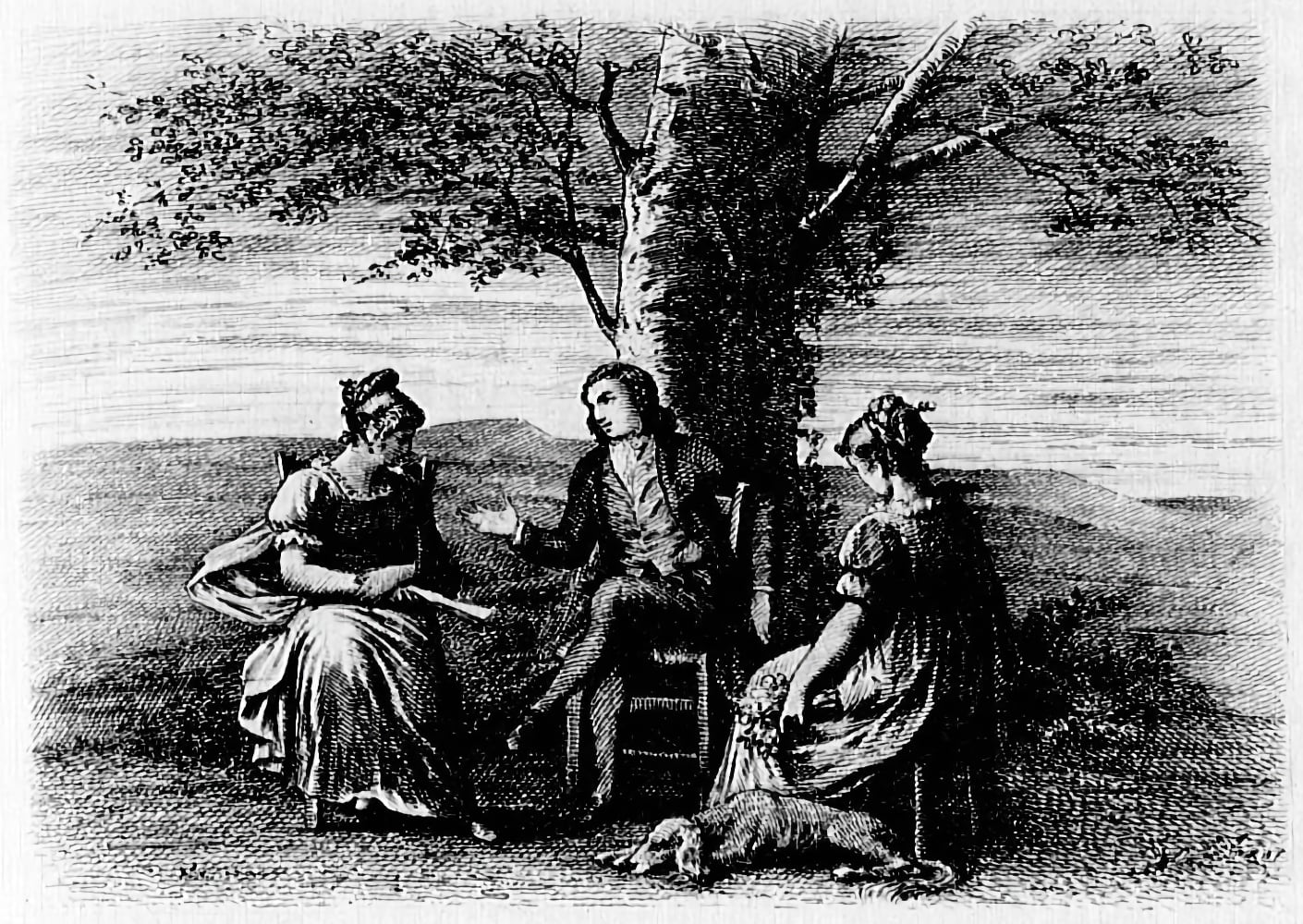
Иллюстрация из издания 1884 года.

- Жюльен Сорель — главный герой романа. Хочет быть епископом, но жаждет только одного — привилегий, связанных с этой должностью. Сам в Бога не верит. Умный, рассудительный, не нуждается в средствах, ярый поклонник Наполеона, хочет повторить его судьбу. Думает, что если бы родился во времена Наполеона, то добился бы многого, а теперь приходится лицемерить, но он этого не хочет. Понимает, что ради своих целей нужно хорошо относиться к людям, которых не любишь. Пытается лицемерить, но не всегда это получается. Очень эмоционален, тщеславен, гонится за положением в обществе. Вспыльчивый. Храбрый. Иногда его чувства преобладают над разумом
- Госпожа де Реналь (Луиза де Реналь) — жена мэра города Верьера господина де Реналя. 30 лет. Искренняя, простодушная и наивная.
- Матильда де Ла-Моль — 19 лет; резка, эмоциональна, иронична к своим знакомым, не лицемерит с друзьями отца. Ведёт себя как ребёнок. Потихоньку читает книги отца (Вольтер, Руссо). И чем больше там протеста современности, тем интересней ей кажется жизнь.
- Аббат Пирар. Сорель встречается с ним в семинарии. Аббат питает симпатии к умному ученику, но пытается их не выказывать. Они похожи с Сорелем. Большинство их не любит за ум, начитанность, противопоставленность другим семинаристам. Каждый готов донести на них при первом удобном случае. В итоге аббата выживают из семинарии. Перейти в другое место ему помогает г-н де Ла-Моль.
- Господин де Ла-Моль — участвует в тайных собраниях, похож на ультрароялиста 1820-х. Имеет большую библиотеку. Хорошо относится к Сорелю с самого начала, не презирает его происхождение. Ценит его по работе, помощи в делах. Сразу поверил в отрицательную характеристику Сореля. Благодарен аббату за помощь.
- Граф де Талер — сын еврея, простоват, из-за чего поддаётся влиянию общества и не имеет своего мнения. Убил на дуэли маркиза де Круазенуа, который защищал честь Матильды, опровергая слухи о причине её исчезновения, не веря анонимным письмам. Круазенуа был её поклонником.
- Г-н де Реналь — мэр города Верьера. Приглашает гувернёра для того, чтобы похвастать перед Вально. Вально сам потом становится мэром. Оба беспокоятся о том, что о них подумают другие. Тщеславны, богаты нечестными деньгами. Дружелюбно разговаривают друг с другом, но за глаза строят козни.

## Сюжет

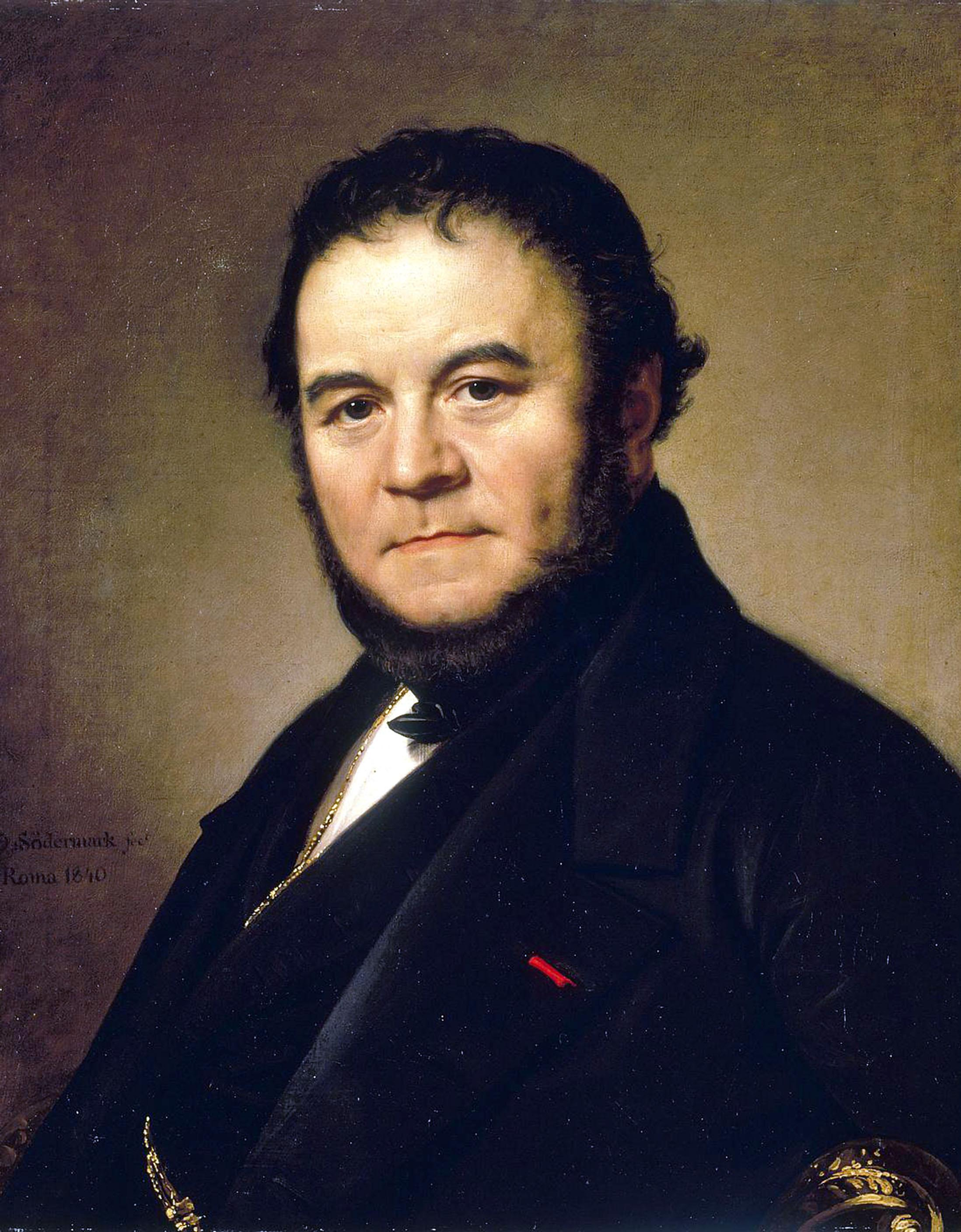
Портрет Стендаля, Сёдермарк, 1840

Сюжет взят из газетной статьи, которую Стендаль прочитал в гренобльской газете. Это типичный случай, характерен для того времени.
Мэр небольшого французского города Верьер (Верьер-де-Жу в департаменте Ду) господин де Реналь берёт в дом гувернёра — молодого человека по имени Жюльен Сорель. Амбициозный и честолюбивый Жюльен изучает богословие, знает латынь и читает наизусть страницы из Библии, с детства он мечтает о славе и признании, а также восхищается Наполеоном. Он считает, что путь священника — верный способ сделать карьеру. Его вежливость и ум резко контрастируют с манерами и характером господина де Реналя, чья жена постепенно проникается к Жюльену симпатией, а затем и влюбляется в него. Они становятся любовниками, но госпожа де Реналь благочестива, её постоянно терзают муки совести, к тому же обманутому мужу приходит анонимное письмо с предупреждением об измене жены. Жюльен, по предварительному сговору с госпожой де Реналь, делает похожее письмо, как бы пришедшее ей. Но по городу ходят слухи, и Жюльену приходится уехать. Он устраивается в духовную семинарию в Безансоне, поразив ректора аббата Пирара знаниями. Когда приходит время выбрать себе духовника, он выбирает Пирара, которого, как потом выяснилось, подозревали в янсенизме.
Пирара хотят заставить уйти в отставку. Его друг, богатый и влиятельный маркиз де Ла-Моль, приглашает аббата перебраться в Париж и выделяет ему приход в четырёх лье от столицы. Когда маркиз упомянул, что ищет секретаря, Пирар предложил Жюльена — как человека, у которого «есть и энергия и ум». Тот очень рад возможности оказаться в Париже. Маркиз, в свою очередь, примечает Жюльена за его трудолюбие и способности и доверяет ему самые сложные дела. Он также знакомится с дочерью маркиза Матильдой, которая откровенно скучает в светском обществе. Матильда избалована и эгоистична, но не глупа и очень красива. Самолюбие гордячки оскорблено равнодушием Жюльена, и неожиданно она в него влюбляется. Жюльен не испытывает ответной страсти, но внимание аристократки ему льстит. После ночи, проведённой вместе, Матильда приходит в ужас и разрывает отношения с Жюльеном, тот же мучается от неразделённой любви. Его друг, князь Коразов, советует вызвать в Матильде ревность, флиртуя с другими женщинами, и план неожиданно удаётся. Матильда снова влюбляется в Жюльена, а затем сообщает, что ждёт ребёнка и хочет выйти за него замуж. Однако радужные планы Сореля расстраивает внезапное письмо госпожи де Реналь. Женщина пишет:

Бедность и жадность побудили этого человека, способного на невероятное лицемерие, совратить слабую и несчастную женщину и таким путём создать себе некоторое положение и выбиться в люди… [Он] не признает никаких законов религии. Сказать по совести, я
вынуждена думать, что одним из способов достигнуть успеха является для него обольщение женщины, которая пользуется в доме наибольшим влиянием.

Маркиз де Ла-Моль не желает видеть Жюльена. Тот же едет к госпоже де Реналь, по дороге покупает пистолет и стреляет в бывшую возлюбленную в церкви. Госпожа Реналь не умирает от ран, но Жюльена всё равно заключают под стражу. Матильда с помощью денег и семейного влияния решает во что бы то ни стало спасти Сореля, ради чего добивается поддержки влиятельнейшего аббата Фрилера, который в обмен на сан епископа готов добиться оправдательного приговора через присяжных (на поддержку восьмерых из которых, включая нынешнего мэра Верьера Вально, он мог спокойно рассчитывать), к тому же сама госпожа Реналь просит присяжных оправдать своего несостоявшегося убийцу. Резонансный процесс привлекает множество зрителей, которые полностью сочувствуют обвиняемому. На суде всё складывается в пользу Жюльена, но после его речи с критикой буржуа присяжные единогласно приговаривают Сореля к смертной казни. В тюрьме он снова мирится с госпожой де Реналь и раскаивается в попытке совершить убийство. Он понимает, что всегда был влюблён только в неё. Госпожа де Реналь приходит к нему в тюрьму и рассказывает, что письмо сочинил её духовник, а она его только переписала. После вынесения приговора о смертной казни Жюльена, он отказывается подавать апелляцию, подкрепляя это тем, что он достиг в жизни всего, и смерть только закончит этот путь. Госпожа де Реналь умирает через три дня после казни Жюльена. Матильда организует похороны Сореля.

## Запреты романа
В 1864 году Ватикан поместил все «любовные романы» Стендаля, в том числе и этот, в «Индекс запрещённых книг». В 1897 году папа римский Лев XIII подтвердил запрет. Книга была исключена только из издания «Индекса», действовавшего с 1948 по 1966 годы.
В 1850 году Николай I запретил книгу в России.
В 1939 году, во время диктатуры Франсиско Франко, роман был изъят из библиотек Испании.
После государственного переворота 1964 года в Бразилии один из генералов приказал сжечь «Красное и чёрное» наравне с другими «подрывными книгами».

## Экранизации
1. 1920 — Красное и чёрное — итальянский фильм, режиссёр Марио Боннард
2. 1954 — Красное и чёрное — французский кинофильм, режиссёр Клод Отан-Лара
3. 1961 — Красное и чёрное — французский телефильм, режиссёр Пьер Кардиналь
4. 1976 — Красное и чёрное — советский кинофильм, режиссёр Сергей Герасимов
5. 1985 — Детские сцены из жизни провинции — польский фильм, режиссёр Томаш Зыгадло
6. 1993 — Алое и чёрное — английский телесериал по мотивам романа, режиссёр Бен Болт
7. 1997 — Красное и чёрное — французский телефильм, режиссёр Жан-Даниэль Вераж